# Jugant amb el perill
Jugant amb el perill (títol original: Joyride) és una pel·lícula estatunidenca dirigida per Quinton Peeples, estrenada l'any 1997 directament en vídeo. Ha estat doblada al català.

## Argument
Ms. Smith, una dona misteriosa, s'atura en un hotel d'una petita ciutat. J.T., fill de l'amo de l'hotel que tot just ha acabat l'institut, roba el descapotable de Ms. Smith per impressionar Tanya, una jove clienta amb qui flirteja. No hi ha dubtes que Ms. Smith és una assassina a sou i que la seva última víctima és al maleter del descapotable.

## Repartiment
- Tobey Maguire: J.T.
- Amy Hathaway: Tanya
- Wilson Cruz: James
- Christina Naify: Ms. Smith
- Adam West: Harold
- Benicio del Toro: inspector Lopez
- Steven Gilborn: Arthur
- J.P. Bumstead: Dr. Brewer
- Kenn Norman: Xèrif Cork
- Judson Mills: Redneck Joey
- James Karen: el client

## Rebuda
El film obté un 20% de critiques positives, amb una nota mitjana de 4,5/10 i sobre la base de 5 critiques en el lloc Rotten Tomatoes.